# Магнітостатичне поле

Схематичне зображення силових ліній магнітного поля навколо постійного магніту. Силові лінії виходять із північного полюса магніту й входять у південний полюс.

Магнітостатичне поле (рос. магнитостатическое поле, англ. magnetostatic field, нім. magnetostatisches Feld n) – магнітне поле нерухомих постійних магнітів.
Навколо постійного магніту або дроту, що несе постійний електричний струм в одному напрямку, магнітне поле стаціонарне і називається магнітостатичним полем. У будь-якому пункті його величина і напрямок залишаються незмінними. Навколо змінного струму або коливального постійного струму магнітне поле постійно змінює величину і напрямок.